# BorsodChem

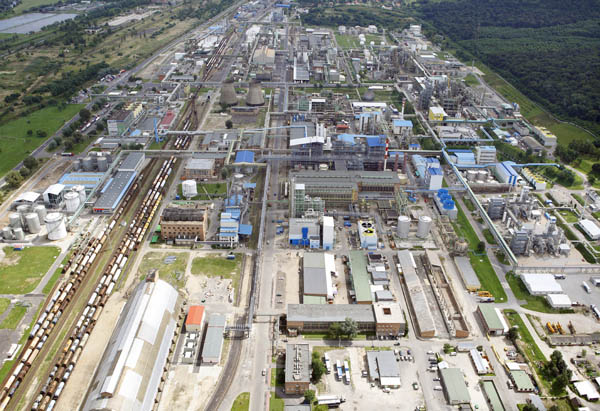
Areál továrny v Kazincbarcice

BorsodChem Zrt. je maďarská společnost vyrábějící chemické produkty (především polyuretan a PVC) se sídlem ve městě Kazincbarcika. Patří do čínské průmyslové skupiny Wanhua Industrial Group. Mezi dceřiné společnosti patří od roku 2000 BorsodChem MCHZ v Ostravě

## Historie
V roce 1949 byl v severní části Maďarska v župě Borsod-Abaúj-Zemplén založen chemický závod Borsodi Vegyi Kombinát (Boršodský chemický kombinát), který se zpočátku zabýval především výrobou syntetických hnojiv (např. dusičnan amonný, močovina). V roce 1961 byla zahájena výroba polyvinylchloridu. V roce 1991 byl podnik transformován na společnost BorsodChem a byla zahájena výroba difenylmetan diisokyanátů (MDI). V roce 2001 pak byl výrobní program rozšířen o produkci toluen diisokyanátů (TDI). V letech 2009-2010 byla rozšířena výroba MDI, roku 2011 pak též TDI a zároveň byla zahájena výroba kyseliny dusičné.
V roce 2000 se společnost stala majitelem Moravských chemických závodů v Ostravě, které byly následně přejmenovány BorsodChem MCHZ. Jedná se o závod, který se specializuje na výrobu anilinu. Od roku 2005 byl BorsodChem rovněž majitelem továrny Petrochemia-Blachownia Kandřín-Kozlí vyrábějící benzen, toluen a xylen. Tento závod však v roce 2017 odkoupila česká společnost DEZA.